# Polish International 2006
Die Polish International 2006 im Badminton fanden vom 20. bis zum 22. Oktober 2006 statt.

## Medaillengewinner
| Disziplin    | Gold                                 | Silber                          | Bronze                              |
| ------------ | ------------------------------------ | ------------------------------- | ----------------------------------- |
| Herreneinzel | Przemysław Wacha                     | Chetan Anand                    | Sho Sasaki                          |
| Herreneinzel | Przemysław Wacha                     | Chetan Anand                    | Adam Cwalina                        |
| Dameneinzel  | Atu Rosalina                         | Elena Nozdran                   | Elena Shimko                        |
| Dameneinzel  | Atu Rosalina                         | Elena Nozdran                   | Kamila Augustyn                     |
| Herrendoppel | Michał Łogosz Robert Mateusiak       | Matthew Hughes Martyn Lewis     | Alexandr Nikolaenko Vitaliy Durkin  |
| Herrendoppel | Michał Łogosz Robert Mateusiak       | Matthew Hughes Martyn Lewis     | Andrej Ashmarin Anton Nazarenko     |
| Damendoppel  | Kamila Augustyn Nadieżda Kostiuczyk  | Valeria Sorokina Nina Vislova   | Jwala Gutta Shruti Kurien           |
| Damendoppel  | Kamila Augustyn Nadieżda Kostiuczyk  | Valeria Sorokina Nina Vislova   | Emma Mason Imogen Bankier           |
| Mixed        | Robert Mateusiak Nadieżda Kostiuczyk | Vitaliy Durkin Valeria Sorokina | Alexandr Nikolaenko Nina Vislova    |
| Mixed        | Robert Mateusiak Nadieżda Kostiuczyk | Vitaliy Durkin Valeria Sorokina | Anton Nazarenko Elena Chernyavskaya |